# Верховное управление Северной области
Верховное управление Северной области или ВУСО возникло 2 августа 1918 года в Архангельске, как высший орган исполнительной власти в Северной области.
После антибольшевистского переворота в Архангельске 2 августа 1918 года, пока ещё в городе шла редкая перестрелка, в здании губернских присутственных мест собрались члены Союза возрождения России: Н. В. Чайковский, С. С. Маслов, Я. Т. Дедусенко, М. А. Лихач, и присоединившиеся к ним А. И. Гуковский, Г. А. Мартюшин и П. Ю. Зубов. Многие из них были членами разогнанного большевиками Учредительного собрания или членами Государственной Думы прошедших созывов. После короткого совещания ими было объявлено об образовании нового правительства — Верховного управления Северной области.

## Деятельность
Днём 2 августа ВУСО принимает решение «Послать по радио извещение союзникам о смене правительственной власти и делегировать для встречи союзного десанта председателя Н. В. Чайковского, С. С. Маслова и Н. А. Старцева и поручить командующему военными силами Г. А. Чаплину назначить почетный караул.» В воззвании к гражданам г. Архангельска и Архангельской области, напечатанном в первом номере Вестника ВУСО, его члены так объясняют этот свой шаг: «В частности оборону Северного края и России Верховное управление надеется осуществить при дружественной помощи со стороны союзных с Россией правительств и народов Англии, Америки, Франции и других. На их помощь Верховное управление рассчитывает в своей борьбе с голодом и финансовыми затруднениями».
Программа, цели и задачи Верховного управления Северной области были оглашены в трёх основных документах, опубликованных 2 августа 1918. Это воззвание «К гражданам Архангельска и Архангельской губернии»; обращение «Всем, всем, всем» и пакет из 10 первых постановлений, начинавшихся со слов: «Во имя спасения Родины и завоеваний Революции». В первые же недели были восстановлены местные самоуправления и начаты перевыборы земств и городских дум на принципах всеобщего, прямого, равного и тайного голосования. Одобрены были 8-часовой рабочий день и социальное страхование. Подготавливались радикальные законы о землепользовании в духе эсеровской земельной программы. Заседания ВУСО значительно тормозилась постоянно возникавшими диспутами о моральности военно-полевых судов и допустимости невыплат зарплат техническим сотрудникам советских организаций. К концу августа по настоянию белых офицеров «в целях укрепления внутреннего фронта» ВУСО согласилось на введение военной цензуры, ограничение свободы слова, собраний и печати.

## Состав
| Должность                                 | Ф.И.О.           | Партийная принадлежность | Дополнительные сведения (образование, возраст, род деятельности до занятия поста (помимо революционной), обстоятельства включения в состав ВУСО, т.д.) |
| ----------------------------------------- | ---------------- | ------------------------ | --- |
| Председатель                              | Н. В. Чайковский | народный социалист       | Высшее по специальности химик; 67 лет; чернорабочий, кооператор. |
| Управляющий отделом иностранных дел       | Н. В. Чайковский | народный социалист       | Высшее по специальности химик; 67 лет; чернорабочий, кооператор. |
| Заместитель председателя                  | С. С. Маслов     | эсер                     | Высшее по специальности агроном; 30 лет; кооператор. |
| Управляющий военным отделом               | С. С. Маслов     | эсер                     | Высшее по специальности агроном; 30 лет; кооператор. |
| Управляющий отделом земледелия            | С. С. Маслов     | эсер                     | Высшее по специальности агроном; 30 лет; кооператор. |
| Секретарь                                 | П. Ю. Зубов      | кадет                    | Высшее по специальности агроном; 47 лет; земский деятель. |
| Управляющий отделом внутренних дел        | П. Ю. Зубов      | кадет                    | Высшее по специальности агроном; 47 лет; земский деятель. |
| Управляющий отделом почт и телеграфов     | П. Ю. Зубов      | кадет                    | Высшее по специальности агроном; 47 лет; земский деятель. |
| Управляющий отделом торговли              | Я. Т. Дедусенко  | эсер                     | Неоконченное высшее; 28 лет, агроном. |
| Управляющий отделом промышленности        | Я. Т. Дедусенко  | эсер                     | Неоконченное высшее; 28 лет, агроном. |
| Управляющий отделом продовольствия        | Я. Т. Дедусенко  | эсер                     | Неоконченное высшее; 28 лет, агроном. |
| Управляющий отделом путей сообщения       | Я. Т. Дедусенко  | эсер                     | Неоконченное высшее; 28 лет, агроном. |
| Управляющий отделом труда                 | М. А. Лихач      |                          | Среднее; 30 лет; публицист, кооператор. |
| Управляющий отделом народного образования | М. А. Лихач      |                          | Среднее; 30 лет; публицист, кооператор. |
| Управляющий отделом юстиции               | А. И. Гуковский  | эсер                     | Среднее; 53 года; публицист, адвокат. |
| Управляющий отделом финансов              | Г. А. Мартюшин   | эсер                     | Экономист; 34 года; кооператор. |
| Министры без портфеля                     | Н. А. Старцев    | кадет                    | Высшее по специальности юрист; 33 года; адвокат; введён в состав ВУСО по настоянию Г. Е. Чаплина как единственный представитель местной общественности и знаток обстановки на местах. Назначен на должность правительственного комиссара 5 августа и выведен из состава ВУСО. Заменён на Н. И. Филимонова |
| Министры без портфеля                     | А. А. Иванов     | эсер                     | Неоконченное высшее; 27 лет; этнографические работы, преподавание; введён в состав ВУСО по инициативе Чайковского как противовес Н. А. Старцеву |

## Кризис и ликвидация
Провозглашая «сотрудничество всех партий для борьбы с большевиками и немцами», реальной коалиции члены ВУСО не создавали — практически все места занимали эсеры. Так же все члены ВУСО не были местными и не избирались жителями Архангельской губернии, фактически захватив власть. В среде белых офицеров вызывало отторжение то, что при их помощи к власти было приведено левое правительство, проводящее в жизнь социалистические лозунги; все действия ВУСо воспринимались как повторение действия Временного правительства, приведшие в разложению армии, военным поражениям, краху государства и приходу большевиков. Управляющий Военным отделом Маслов своими невоенными манерами и принадлежностью к партии эсеров напоминал белым офицерам «других блестящих военных деятелей, как, например, Саша Керенский». Многие офицеры даже не разбирались в разновидностях левых партий и с трудом отличали эсеров от большевиков. Революционно-эсеровское (а у Маслова и Лихача — террористическое) прошлое министров ВУСО было тем, с чем офицеры, служившие в императорской армии, не хотели и не могли смириться в принципе.
Открытый конфликт вспыхнул, когда в первых числах августа ВУСО объявило, что официальным флагом Северной области является Красное знамя — как символ революции и её демократических завоеваний, а так же символ наследственности от Временного правительства. Белые офицеры под командованием Г. Е. Чаплина и иностранные союзные войска Пуля, полагая, что красный флаг связан с большевистской властью, воспрепятствовали попытке работников Совета профсоюзов поднять этот флаг над зданием Совета. Раскритикована была попытка признать государственным флагом Северной области сочетание красного знамени и триколора. Членами ВУСО произошедшее было воспринято как «контрреволюция» и попытка вмешательства во внутренние дела. После этого Чаплин как командующий вооружёнными силами — не согласовав свои действия в ВУСО — объявил о запрете на митинги и собрания в общественных местах, а так же назначил военным губернатором Архангельска полковника Донопа — француза, находившегося в подчинении Пуля. К концу месяца ВУСО выразило дипломатические протесты всем дип.миссиями и постановило: ограничить компетенцию штаба Чаплина исключительно оперативными и стратегическими вопросами, а так же отстранить от должности М. М. Чарковского — коменданта Архангельского порта, взаимодействовавшего с Донопом. Наконец, 3 сентября ВУСО постановило так же отстранить и Донопа, заменив его гражданским и этнически русским губернатором. На эту должность Чайковский выдвинул своего ближайшего соратника — Дедусенко.
Перспектива оказаться в непосредственном подчинении у военного министра Маслова и губернатора Дедусенко, которых Чаплин открыто презирал, ускорила развязку. В белоофицерских кругах набрал силу слух о скором правительственном перевороте; этой идее открыто симпатизировали и многие офицеры союзников. Генерал Пуль, ранее угрожавший ответить на отстранение Донопа арестом Маслова, заверил белых офицеров, что не будет вмешиваться «в это внутриполитическое дело».
В ночь на 6 сентября 1918 года капитан Чаплин и подчиняющаяся ему офицерская рота арестовали членов правительства прямо в общежитии, где они жили, и затем, погрузив на пароход, отправили в Соловецкий монастырь. Сразу были арестованы Чайковский, Маслов, Лихач, Гуковский и Зубов. Мартюшина задержали позднее. Дедусенко и Иванову удалось скрыться. Наутро, на параде, посвящённом прибытию американского полка для пополнения союзного контингента, Чаплин объявил изумлённым послам, что ВУСО больше не существует.
Очевидец тех событий американец Ральф Альбертсон в своей книге "Бои без войны - Отчёт о военной интервенции на Севере россии" вспоминал об этом событии так:
Председателем нового правительства был назначен Чайковский. Люди знали его и доверяли ему. Его правительство сначаа не поняло, что оно было всего лишь порождением иностранной военной власти, и начало действовать со всей серьёзнстью. Чтобы усмерить его пыл, его похитили и отправили на несколько дней на остров "подумать". Союзные войска прибыли в Архангельск не для установления чистой демократии, не для поощрения социализма и не для выслушивания теорий. Они прибыли, чтобы бороться с планами Германии, бороться с большевиками, охранять запасы и учить русских воевать. Дальше этого военный ум не шё. Таким образом, почтенный Чайковский был постепенно отстранён и вскоре отправлен с важной миссией в Лондон, откуда больше не вернулся. Но всё же он был ценным номинальным главой, в то время как русское военное правительство выросло под эгидой британской армии, состоящей из монархистов и военных старой закалки. Главой этой армии был генерал Миллер - милитарист и монархист. Он не пользовался народной поддержкой в России, и его положение было полностью обусловлено его положением в британском военном истеблишменте.
Произошедшее скомпрометировало иностранных представителей в глазах местной общественности; роль самого Пуля, не предотвратившего переворот, казалась как минимум неясной. В тот же день совещание послов под эгидой Фрэнсиса осудило произошедшее в специально выпущенном воззвании к населению, объявило об отстранении Старцева и Чаплина и отправило на Соловки британский корабль для возвращения членов правительства. Чайковскому было предложено пересмотреть состав кабинета, выведя из него ненавистных белогвардейцам лиц и введя представителей местной общественности. Чайковский по возвращении в Архангельск первоначально не хотел идти на уступки и заявил о возвращении к работе кабинета в полном составе, однако переворот слишком явно обнажил беспомощность ВУСО, фактически обязанного возвращением кучке иностранцев. Опасаясб скомпрометировать будущую всероссийскую власть зависимостью от иностранцев, а так же разочаровавшись в способности белых и союзных войск быстро захватить большую территорию, для которой требовалось бы полноценное правительство, Чайковский решил вовсе упразднить кабинет. Место Верховного Управления, претендовавшего на всероссийскую власть под эгидой Учредительного собрания и Союза освобождения России, должна была занять временная региональная администрация.
Н. А. Старцев, участвовавший в подготовке переворота, согласился быть помощником Чаплина «по гражданской части», но социал-демократ, член группы «Единство» А. П. Постников, назначенный заместителем Старцева, категорически отказался.
В это время в Архангельск были эвакуированы из Петрограда посольства союзников в связи с ожидаемым захватом столицы России немецкими войсками.
12 сентября ВУСО заявило о предстоящей отставке; 27 сентября 1918 года члены Верховного управления Северной области окончательно сложили с себя полномочия, а 9 октября было сформировано Временное правительство Северной области.